# Questmaster I: The Prism of Hekeulotal
Questmaster I: The Prism of Hekeulotal is een videospel voor de platforms Commodore 64 en Commodore 128. Het spel werd uitgebracht in 1990. 